# 5-й Боснийский корпус (НОАЮ)
5-й Боснийский (Краинский) ударный корпус (серб. Пети босански (крајишки) ударни корпус / Peti bosanski (krajiški) udarni korpus) — соединение НОАЮ, участвовавшее в Народно-освободительной войне Югославии.

## История
Образован 11 мая 1943 указом Верховного Главнокомандующего НОАЮ Иосипа Броза Тито как 2-й Боснийский народно-освободительный корпус после разделения 1-го Боснийского народно-освободительного корпуса на 1-й и 2-й Боснийские корпуса. В состав 2-го Боснийского вошли 4-я, 10-я и 11-я Краинские дивизии. Первым командиром корпуса был Славко Родич, должность политического комиссара занимал Велимир Стойнич (Народный герой Югославии).
Настоящее название корпус получил 5 октября 1943. По состоянию на ноябрь в нём насчитывалось 9084 человек. Корпус отвечал за охрану той освобождённой территории, на которой пороходило первое заседание Земельного антифашистского вече народного освобождения Хорватии и второе заседание Антифашистского вече народного освобождения Югославии. В марте 1944 года в корпус вошла 39-я Краинская дивизия: к маю он насчитывал 18370 человек. В июле 1944 года в составе корпуса образована 53-я Средне-Боснийская дивизия. К 1 октября 1944 года в корпусе было около 26 тысяч человек.
Корпус принимал участие в освобождении городов Баня-Лука, Приедор, Сански-Мост, Сараево и других населённых пунктов Югославии. 22 апреля 1945 он был расформирован: основная его часть была включена в состав югославской 2-й армии, а 53-я дивизия вошла в состав 3-го Боснийского корпуса.